# Красимир Кънев
Красимир Кънев е български философ и правозащитник, учредител и председател на Българския хелзинкски комитет от 1993 до 2024 г.

## Биография
Роден е на 2 юли 1958 г. През 1982 г. завършва философия в Софийския университет „Св. Климент Охридски“. През 1986 г. защитава дисертация върху естетическата теория на Херберт Маркузе. През 1996 – 97 г. специализира права на човека в Колумбийския университет в Ню Йорк, САЩ. През различни периоди преподава естетика, социология на културата, критическа теория и социология на правото в СУ „Св. Климент Охридски“ и в Пловдивския университет „Паисий Хилендарски“. За кратко преподава и в няколко университета в чужбина.
Кънев участва активно в дейността на неформалните организации в последните години на комунистическия режим. Член е на „Обществения комитет за екологична защита на град Русе“, член-учредител е на „Екогласност“ и е говорител на създадения от Любомир Собаджиев „Комитет 273“. От 1989 до 1991 г. е член на Координационния съвет на Съюза на демократичните сили (СДС) от „Екогласност“. От 1990 до 1993 г. сътрудничи на канцеларията на президента Желю Желев в екипа на съветника по етническите и религиозните въпроси.
Кънев е един от учредителите на БХК през 1992 година. От 1992 до 1994 г. е негов секретар, а след 1994 г. до март 2024 г. – негов председател. С името му се свързва цялостната дейност и публичен образ на комитета. Член е на управителните органи на няколко международни организации за правата на човека. От 1998 до 2007 г. е член на Изпълнителния комитет на Международната хелзинкска федерация по правата на човека със седалище Виена, Австрия. От 2005 до 2011 г. е член на борда на Фонда на ООН за защита на жертвите на изтезания, а от 2008 г. е негов председател. От 2006 г. е член на борда на Асоциацията за предотвратяване на изтезанията. От 2007 до 2010 г. е член на борда на Европейския център за правата на ромите. От 2015 до 2020 г. е член на Управителния съвет на Агенцията за основни права на Европейския съюз. От 2008 г. е член на борда на Мрежата за право в обществен интерес, а от 2017 г. е почетен член. От 2018 г. е член на борда на Европейската мрежа за изпълнение на решенията на ЕСПЧ. От 2019 г. е член на борда на Европейския съюз за граждански свободи, а от 2022 г. е негов председател. От 2019 г. е член на борда на Международното партньорство за права на човека. От 2019 г. е вицепрезидент на Европейската мрежа за правосъдие за лишени от свобода.
Кънев е представлявал успешно повече от 130 жалбоподатели по дела в Европейския съд по правата на човека в Страсбург

## Критики
Заради подкрепата му на тезата за наличие на „асимилирано и репресирано македонско малцинство в България“,, както и заради идеите му, че австралийският убиец Джок Полфрийман е „смел и вдъхновяващ лидер“, обвиненията му към писателя Николай Хайтов във „фашизъм“, и противопоставянето му на химическа кастрация на осъжданите за педофилия,, Кънев е критикуван от юриста Борислав Цеков.

### Книги
- Кънев, К. (2024). Престъпленията от предразсъдъци и речта на омраза в България, София: БХК, ISBN 978-954-9738-72-8.
- Кънев, К. (2024). Бяла книга: мерки за борба с престъпленията от предразсъдъци и речта на омраза, София: БХК, ISBN 978-954-9738-69-8.
- Кънев, К. (2023). Речта на омраза и борбата с нея, София: БХК, ISBN 978-954-9738-61-2.
- Кънев, К. (2023). Престъпления, подбудени от предразсъдъци и борбата с тях, София: БХК, ISBN 978-954-9738-61-2.
- Кънев, К., Д. Ангелова (2023). Реформата в българската пенитенциарна система: състояние и перспективи, София: БХК, ISBN 978-954-9738-64-3.
- Kanev, K., D. Angelova (2023). The Reform of The Bulgarian Penitentiary System: Current State and Future Prospects, Sofia: BHC, ISBN 978-954-9738-68-1.

- Кънев, К., Д. Ангелова, К. Ангелов (2023). Практически наръчник за правно застъпничество на лишените от свобода, София: БХК, ISBN 978-954-9738-59-9.
- Кънев, К. (2022). Проблемите с равното третиране на обвиняемите и подсъдимите в досъдебното наказателно производство в България, София: БХК, ISBN 978-954-9738-56-8.
- Кънев, К. (2021). Международни стандарти и препоръки на международни органи, свързани с правата на лишените от свобода по наказателен ред в България, София: БХК, ISBN 978-954-9738-54-4.
- Kanev, K. (2021). Prisoners in a situation of vulnerability: A handbook for national preventive mechanisms, Sofia: BHC (преведен на български, италиански и унгарски).
- Кънев, К. (2021). Международното и европейско право и препоръки към България относно насилието срещу жени и домашното насилие, София: БХК, ISBN 978-954-9738-52-0 – e-book.
- Кънев, К. (2021). Празнотите в българското законодателство в областта на борбата с насилието срещу жени и домашното насилие, София: БХК, ISBN 978-954-9738-53-7.
- Кънев, К, Д. Ангелова (2019). Престъпления, подбудени от предразсъдъци, София: БХК, ISSN * 978-954-9738-45-2.
- Кънев, К. (2016). Правото на лична свобода и сигурност, София: Сиби, ISBN 978-954-730-972-2.
- Боев, Б., А. Кашъмов, К. Кънев, Н. Огнянова, П. Русинова (2010). Свободата на изразяване, под ред. на К. Кънев, София: Сиби, ISBN 978-954-730-669-1.
- Кънев, К. (2009). Защита от изтезания, София: Сиби, ISBN 978-954-730-620-2.
- Кънев, К. (1990). Естетическото измерение на социалната критика: Изкуството и естетиката в критическата теория на Херберт Маркузе, София: Изд. на СУ „Климент Охридски“.

### Статии и глави от книги
- Kanev, K. (2024). "Fundamental Safeguards Against Ill-Treatment: Good Practices and Challenges", in: Alleweldt, R. (ed), Fair Treatment of Persons in Police Custody, Cham: Springer, ISBN 978-3-031-61736-2.
- Кънев, К. (2022). „За формалния и неформалния социален контрол върху изразяването“, Попова, Ж., Попова, С., Въпросът за справедливостта: Съдените журналисти в България, София: Изд. на СУ „Св. Климент Охридски“, ISBN 978-954-07-5399-7.
- Кънев, К. (2021). „Правата на човека и българският демократичен преход“, Каракачанов, А. (съст.), Субкултурите на прехода в България: места на памет, София: За буквите – О писменехь, ISBN 978-619-185-526-1.
- Кънев, К. (2021). „Марксизмът и правата на човека“, Колева, Св. и др. (ред.), Да отместваш бариери: Дисциплини, епохи, поколения, София: Изд. на СУ „Св. Климент Охридски“, ISBN 978-954-07-5181-8.
- Кънев, К. (2020). „Извънредното положение и как то бе приложено в България“, Пирон, № 19.
- Кънев. К. (2018). „Международни стандарти за правото на правна защита и подпомагане на заподозрени, обвиняеми и подсъдими в наказателния процес“, Адвокатски преглед, 1/2018 г.
- Kanev, K. (2018). Right to a Lawyer and to Legal Aid in Criminal Proceedings in Five European Jurisdictions, Budapest: HHC.
- Kanev, К. and D. Angelova (2018). “The European Court of Human Rights and prison reform in Bulgaria”, Revue des droits de l'homme, 14/2018.
- Kanev, K. (2014). “International Standards for Deprivation of Liberty of Children and for Treatment of Children Deprived of Their Liberty: A Critical Overview”, in: Baeva, S. (ed.), Children Deprived of Liberty in Central and Eastern Europe: Between Legacy and Reform, Sofia: BHC.
- Kanev, K. (2012). “The Politics and Reality of Romani School Desegregation in Bulgaria”, in: Rostas, I. (ed.), Ten Years After: A History of Roma School Desegregation in Central and Eastern Europe, Budapest: CEU Press.
- Kanev, K. (2012). “Analysis of Other (Possible) Influences and Developments Resulting from the ECHR and Recommendations for the Furture”, in: Emmert F. and L. Hammer (eds.), The European Convention on Human Rights and Fundamental Freedoms in Central and Eastern Europe, Hague: Eleven International Publishing, ISBN-13: 978-9490947064.
- Kanev, K., D. Furtunova, P. Russinova, Y. Bekirska (2011). “Bulgaria”, in: Dünkel, F. (ed.), Juvenile Justice Systems in Europe: Current Situation and Reform Developments, Vol. 1, Monchengladbach: Forum Verlag Godesberg.
- Kanev, K. (2010). “Non-Execution of European Court Judgments Involving Romani Victims in Bulgaria”, Roma Rights, No. 1.
- Кънев, К. (2009). Дискриминацията и защитата от дискриминация в нагласите на мнозинството и сред уязвимите групи в България, София: БХК.
- Kănev, K. (2007). "Muslim Minorities and the Democratization Process in Bulgaria", in: M. Hacısalihoğlu and F. Aksu (Eds),Proceedings of the International Conference on Minority Issues in the Balkans and the EU, İstanbul: OBIV, 2007.
- Кънев, К. (2005). „Достъп до правна помощ в наказателното правораздаване в България в сравнителна перспектива“, в: Маринова, Г. (ред.), Достъп до правосъдие, София: ИОО.
- Kanev, K. (2004). “Muslim religious freedom in the OSCE area after September 11”, Helsinki Monitor, No. 4/2004.
- Kanev, K. (2004). “Improving Conditions of Detention”, in: Cao Duc Thai et al. (eds.), International and national law against torture, Hanoi: PH of Political Theory.
- Kanev, K., K. Vassileva (2004). "Local initiatives: Desegregation in Bulgaria", in: PILI, Separate and Unequal: Combating Discrimination against Roma in Education, Budapest: PILI.
- Кънев, К. (2004). „Исторически, културни и социално-икономически предпоставки за съществуването на антисемитизъм в България“, в: Криспин, А. (ред.), Антисемитизмът в България днес, София: Колибри.
- Kanev, K. (2003). “The New Bulgarian Religious Law: Restrictive and Discriminatory”, European Yearbook of Minority Issues, Vol. 2, 2002/2003.
- Кънев, К., Г. Митрев (2003). „Изследване върху достъпа до защита в системата на наказателното правораздаване в България“, в: Кънев, К. (ред.), Достъпът до правосъдие: Международни стандарти и положението в България, София: БХК.
- Kanev, K. (2002). "State, Human Rights and Mental Health in Bulgaria", New York Law School Journal of International and Comparative Law, Vol. 21.
- Kanev, K. (2002). “Law and Politics towards the Muslims in Bulgaria”, in: Danchin, P. and E. Cole (eds.), Protecting the Human Rights of Religious Minorities in Eastern Europe, New York: Columbia University Press.
- Кънев, К. (2000). „Етническа идентичност, междуетнически нагласи и религиозност сред българските евреи“, в: Барух, Е. (ред.), Евреите по българските земи: родова памет и историческа съдба, София: МЦПМКВ.
- Cohen, E. and K. Kanev (1999). "Religious Freedom in Bulgaria", Journal of Ecumenical Studies, 36:1 – 2, Winter-Spring.
- Kanev, K. (1999). "Changing Attitudes towards the ethnic minorities in Bulgaria and the Balkans 1992 – 97", in: Sfikas, T. and Ch. Williams (eds.), Ethnicity and Nationalism in East Central Europe and the Balkans, Ashgate: Aldershot etc.
- Kanev, K. (1998). "Law and Politics on Ethnic and Religious Minorities in Bulgaria", in: Krasteva, A. (ed.), Communities and Identities in Bulgaria, Ravenna: Longo Editore.
- Kanev, K. (1997). “Armonia etnica e dritti umani in Bulgaria”, Futuribili, n.1 – 2.
- Kanev, K. (1996). “From Totalitarianism to a Constitutional State”, in: Coenen-Huther, J. (ed.), Bulgaria at the Crossroads, UK: Nova Science Publishers, Inc., 1996.
- Кънев, К. (1995). „Съдба и грях: преследването на хомосексуализма в историята“, Демократичен преглед, № 8 – 9.
- Kanev, K. and D. Petrova (1992). "Bulgaria between the red and the blue: two years of permanent revolution", New Politics, (4)1.
- Kanev, K. (1991). "Bulgaria: the Romantic Period of the Opposition Continues", Praxis International, 11(3+4).
- Кънев, К. (1991). "Едноизмерният човек пред съда на критическата теория", Критика и хуманизъм, № 1.
- Kanev, K. (1990). "The Reception of the Frankfurt School in the Soviet Union and in Some Other Eastern European Countries", in: Engeldorp Gastelaars, P., S. Magala, O. Reuss (eds.), Critics and Critical Theory in Europe, The Hague.
- Кънев, К. (1986). „Индустриалното общество в пределите на разума“, Социологически проблеми, № 3.
- Кънев, К. (1985). "За основанията на "смисловата цензура"", в: Проблеми на съвременната логика, София: Наука и изкуство.
- Кънев, К. (1985). „Шилер и Маркузе“, Год. на СУ „Климент Охридски“ – Философски факултет, том 78.
- Кънев, К. (1982). "Аристотел и "теорията на отношенията"", Философска мисъл, № 4.
- Кънев, К. (1980). "Проблемата за "диалектиката" в аристотеловия "Органон"", Философска мисъл, № 9.